# Transeius violini
Transeius violini är en spindeldjursart som först beskrevs av Meyer och Rodrigues 1966.  Transeius violini ingår i släktet Transeius och familjen Phytoseiidae. Inga underarter finns listade i Catalogue of Life.